# クラレンス・ハウス

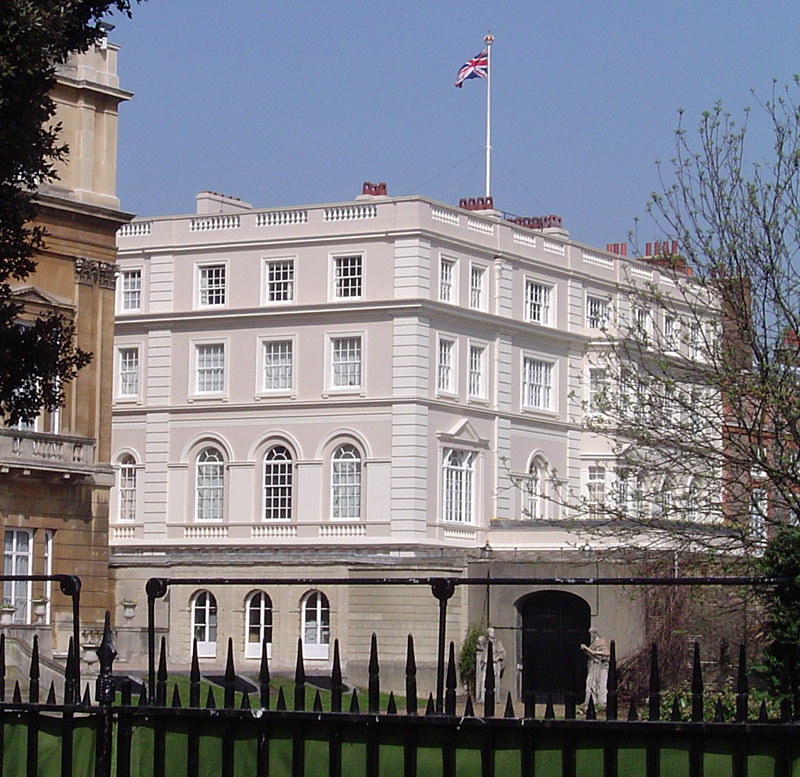
クラレンス・ハウス
2006年撮影

クラレンス・ハウス（英: Clarence House）は、イギリス、ロンドン、シティ・オブ・ウェストミンスターのマル通りにある、イギリス王室の邸宅（タウンハウス）である。セント・ジェームズ宮殿に隣接していて、宮殿と庭を共有している。1953年から2002年までの約50年間、エリザベス王太后が住んでいた。それ以降、王太子時代のチャールズ3世と妻のカミラが公邸として使った。
2003年以降、ウィリアム王子が2011年4月に結婚するまではその公邸でもあり、2003年から2012年まではヘンリー王子の公邸でもあった。ロンドンに数多くある王室の建物の一つで、毎年通常8月に来訪者向けに公開されている。
2003年以降は「クレランス・ハウス」がチャールズ王太子の公邸を表すメトニミーとしてよく使われている。それ以前は「セント・ジェームズ宮殿」と呼ばれていた。
イギリス指定建造物のグレードIに指定されている。

## 歴史

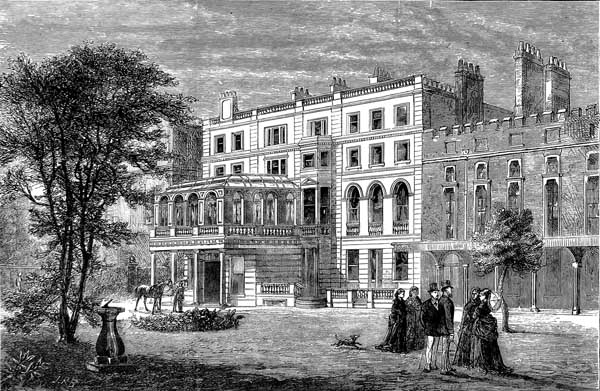
クラレンス・ハウス　1874年

クラレンス・ハウスは、1825年から1827年にかけて、クラレンス公ウィリアムの委託を受けたジョン・ナッシュの設計により建てられた。クラレンス公はその後1830年にイギリス王ウィリアム4世となったが、バッキンガム宮殿が未完成だった一方、セント・ジェームズ宮殿が狭すぎたためクラレンス・ハウスに住み続けた。
邸宅は、ウィリアム4世から妹のオーガスタ・ソフィア王女に譲られ、彼女が1840年に亡くなると、ヴィクトリア女王の母、ケント公爵夫人ヴィクトリアに譲られた。1866年にヴィクトリア女王の第4子で次男のアルフレッド王子に譲られ、1900年に亡くなるまで使われた。
次いで、ヴィクトリア女王の三男でアルフレッドの弟のアーサー王子が1900年から亡くなる1942年まで使い、その間ロンドン大空襲の爆撃により被害を被った。その後第二次世界大戦終結まで赤十字社とセント・ジョン・アンビュランスの本部として使われ、次いで王女時代のエリザベスと夫のフィリップに譲られた。1950年にアン王女が生まれた。1952年にジョージ6世が亡くなり、翌1953年にエリザベス王太后とマーガレット王女が移り住んだが、その後2人はケンジントン宮殿へ移った。
建物は屋根裏や地下室を除くと4階建てで、淡い色の化粧しっくいに覆われている。第二次世界大戦後が最も顕著であるが、長年にわたる大規模な改装と改築を経て、ナッシュのオリジナルの構造はほとんど残っていない。
2002年にエリザベス王太后が亡くなり、大規模な改修が行われて、翌2003年にチャールズ王太子が移り住んだ。建物は完全に再構築されており、主要な部屋の大半はインテリア・デザイナーのロバート・カイムによる内装工事が行われていて、外装も直された。

### 近年の出来事
2013年11月、チャールズ王太子は、クラレンス・ハウスで開催されたレセプションで、2013年ラグビーリーグワールドカップの全14か国の代表と大会主催者を歓迎した。